# Poblicia texana
Poblicia texana är en insektsart som beskrevs av Paul W. Oman 1936. Poblicia texana ingår i släktet Poblicia och familjen lyktstritar. Inga underarter finns listade i Catalogue of Life.